# 피아노 소나타 1번 (베버)
피아노 소나타 1번 C장조는 카를 마리아 폰 베버가 쓴 피아노 소나타이다. 4개의 악장으로 구성되어 있다.

## 악장
1. 1악장: C장조, 알레그로, 4분의 4박자
2. 2악장: F장조, 아다지오, 4분의 3박자
3. 3악장: E단조, 알레그로, 4분의 3박자
4. 4악장: C장조, 론도, 4분의 2박자